# Alimpești
Alimpești est une commune roumaine située dans le județ de Gorj.